# Том Джонс
Том Джонс (англ. Tom Jones; справжнє ім'я То́мас Джонс Ву́дворд, Thomas Jones Woodward; нар. 7 червня 1940) — британський співак, чиї яскраві шоу і емоційні пісні принесли йому в середині 60-х широку популярність.

## Життєпис
Народився співак 7 червня 1940 в містечку Понтипрід в Уельсі. Нині проживає в Лос-Анджелесі , Каліфорнія. Зі своєю дружиною Меліндою він одружений з 1957 року, має сина Марка і прийомну дочку Донну, а також онуків: Маркових дітей Олександра (1983) й Емму (1987).
Вудворд узяв псевдонім за ім'ям знаменитого персонажа роману Генрі Філдінга, екранізація якого (фільм «Том Джонс») з Альбертом Фінні в головній ролі тоді гриміла в усьому світі. Молодий виконавець привернув увагу публіки своїм гучним голосом, відмінною фізичною формою (яку підкреслювали щільні облягаючі штани і футболки) і надзвичайно розкутою поведінкою на сцені (іноді він буквально виробляв кульбіти).
Джонс уперше очолив британські чарти в 1965 році з енергійною композицією «It's Not Unusual», у наступному році виконав «Thunderball» для чергового фільму про Джеймса Бонда й отримав «Греммі» як найбільш багатообіцяючий дебютант.
Як тільки його популярність пішла на спад, Джонс змінив футболку на фрак і став поводитися на сцені як естрадний виконавець старої школи. Це перевтілення принесло йому успіх у публіки дещо старшого віку, і в 1966 році найпродаванішим синглом Великої Британії стала його класична композиція «Green Green Grass of Home». У Радянському Союзі особливий успіх мала випущена в 1968 році «Delilah», а в Сполучених Штатах — танцювальна «She's a Lady» (1971).
У 1970-і і 1980-і роки він виступав переважно для старшої публіки. Починаючи з 1988 року, намагаючись розширити репертуар, він виконував сучасні хіти, такі як «Kiss» Прінса. Наприкінці 1990-х, за прикладом Ширлі Бессі став записуватися з молодими виконавцями — The Cardigans («Burning Down The House», 1999), The Pretenders («Lust for Life», 1999), Stereophonics («Mama Told Me Not to Come», 2000).
У 1999 р. Том Джонс випустив альбом кавер-версій «Reload», який у 2000 р. став найкасовішим у його кар'єрі, а взятий з нього сингл «Sex Bomb» виявився одним з найбільших танцювальних хітів року і посів третє місце в британських чартах продажів. У жовтні 1999 року брав участь у телешоу італійського співака Адріано Челентано «Francamente me ne infischio».
У 2006 р. від англійської королеви Єлизавети Другої Том Джонс отримав титул сера і був посвячений у лицарі.
21 жовтня 2008 року в США (17 листопада в Європі) надійшов у продаж новий диск «24 Hours». До платівки увійшли два кавери — на пісню Брюса Спрінгстіна «The Hitter» і на шлягер Томмі Джеймса і The Shondells «I'm Alive», Боно і Едж з гурту U2 взяли участь у записі треку «Sugar Daddy». <! — Диск спродюсований британським дуетом Future Cat, які працюють з Лілі Аллен і Кейт Неш. ->